# G
La G és la setena lletra de l'alfabet català i cinquena de les consonants. Rep el nom de ge. Els romans usaven la C, K i Q per a escriure el so /k/; la C havia adoptat també el so /g/, i el professor Espuri Carvili Ruga va donar difusió a la lletra G, que ja es coneixia anteriorment, per diferenciar la consonant gutural g de la C, afegint-li una petita lletra gamma a la C, i la va inserir entre la F i la H, per analogia a l'ordre de l'alfabet grec (que allà tenia la zeta Z entre digamma F i eta H).

## Fonètica
Representa el fonema oclusiu velar sonor /g/ davant les lletres a (gas), o (gos), u (agut, l (gla) i r (gra). Per convenció ortogràfica, hom recorre al dígraf gu per a representar aquest fonema davant de e (guerra) i i (guineu). També hom recorre al dígraf gü amb dièresi a la ü, per a representar-lo quan va seguit del fonema wau seguit alhora de e o de i (és a dir, /gwe/ (aigües), /gwi/ (pingüí).
Representa la fricativa postalveolar sonora de l'alfabet fonètic internacional davant les lletres e (gerro) i i (ginesta). Excepcionalment, pot representar el fonema prepalatal africat en mots com desig, mig i trepig i altres que contenen el dígraf ig.

## Significats de G
- Bioquímica: en majúscula, és la elsímbol de la guanina i de la glicina.
- Cronologia: En els calendaris catalans, és l'abreviatura de gener
- Física:
  - en la física clàssica, en minúscula, és el símbol de l'acceleració de la gravetat a la Terra a nivell de la mar (aprox. 9,8 m/s²).
  - en mecànica quàntica, en majúscula, en el sistema d'unitats absolutes de Planck, és la constant gravitacional.
  - en física quàntica, en majúscula és el símbol del gravitó.
  - en física quàntica, en minúscula és el símbol del gluó.
- Música: En la notació musical germànica equival a la nota sol. Hi havia un grup de pop espanyol molt conegut anomenat "Hombres G"
- Sexologia: El punt G és un punt erogen femení molt sensible
- SI: en majúscula, símbol de giga. En minúscula, de gram
- Com a inicial de "grup" està molt present a la premsa (el G8 o països més industrialitzats del món, per exemple)

(lol)

## Símbols derivats o relacionats
| Caràcter | Descripció              | Unicode (maj./min.) | Html (maj./min.) | Notes d'ús               |
| -------- | ----------------------- | ------------------- | ---------------- | ------------------------ |
| Ĝ        | G amb accent circumflex | U+011C U+011D       |                  | esperanto                |
| Ğ        | G amb breu              | U+011E U+011F       |                  | turc                     |
| Ḡ        | G amb màcron            | U+1E20 U+1E21       |                  | (transcripció de l'àrab) |
| Ġ        | G amb punt superior     | U+0120 U+0121       |                  | maltès, irlandès)        |
| Ǧ        | G amb anticircumflex    | U+01E6 U+01E7       |                  | lapó                     |
| Ģ        | G amb ogonek            | U+0122 U+0123       |                  | letó                     |
| Ǥ        | G barrada               | U+01E4 U+01E5       |                  | lapó                     |